# 교황 도노
교황 도노(라틴어: Donus PP., 이탈리아어: Papa Dono)는 제78대 교황(재위: 676년 11월 2일 - 678년 4월 11일)이다.

## 약력
도노는 로마 출신으로 마우리키우스의 아들로 태어났다. 그 외에 도노의 유년 시절에 대해서는 알려진 바가 전혀 없다.
교황으로 선출된 도노는 먼저 성 베드로 대성전 앞에 있는 직사각형의 마당을 하얀색 대리석 벽돌로 포장했으며, 산 파올로 푸오리 레 무라 대성전과 아피아 가도에 있는 성녀 에우페미아 성당을 비롯한 로마의 다른 여러 성당을 재건하였다.
라벤나의 대주교 레파라투스는 야심적인 인물이었던 선임자 마우루스와는 다른 인물이었기 때문에 로마에 돌아와 로마 관구에 귀속하였다. 그리하여 라벤나 대교구의 독립을 주창했던 마우루스가 일으킨 기독교의 분열이 치유되었다.
도노 교황이 재임했던 시기에 로마의 한 시리아계 수도원에 네스토리우스주의를 추종하는 한 무리가 거주하고 있다는 사실이 밝혀졌다. 도노는 즉시 수사들을 강제로 로마의 다른 여러 수도원 및 기도원으로 분산시키고, 수도원 건물은 로마 수사들에게 하사하였다. 콘스탄티노폴리스와의 관계에 있어서는 유화적인 태도를 보였다. 콘스탄티노폴리스 총대주교가 도노에게 일치를 요구하는 서신을 보냈지만, 정통 교리에 관한 언급이 없었기 때문에 논란이 되었다. 이에 678년 동로마 제국의 황제 콘스탄티누스 4세는 유화적인 서신을 도노에게 보내어 이 문제를 종식시키기 위해 공의회를 소집하자고 제안하였다. 하지만 도노는 이미 선종한 후여서 후임 교황에 의하여 이 문제는 종식되었다.
도노는 1년 160일 동안 교황으로 재위하였으며, 사후 성 베드로 대성전에 안장되었다.